# 第22屆金鐘獎
第22屆金鐘獎是1987年台灣廣播、電視業界的年度盛事之一，表揚1987年度傑出的台灣廣播和電視之藝人。

## 電視部分
下列之標記為該獎項得獎者。

## 外部連結
- 76年金鐘獎得獎名單【個人技術部分】 （页面存档备份，存于）.文化部影視及流行音樂產業局.1987-04-01
- 76年金鐘獎得獎名單【節目部分 / 廣告部份】 （页面存档备份，存于）.文化部影視及流行音樂產業局.1987-04-01